# Liste der Baudenkmäler in Adelshofen (Oberbayern)

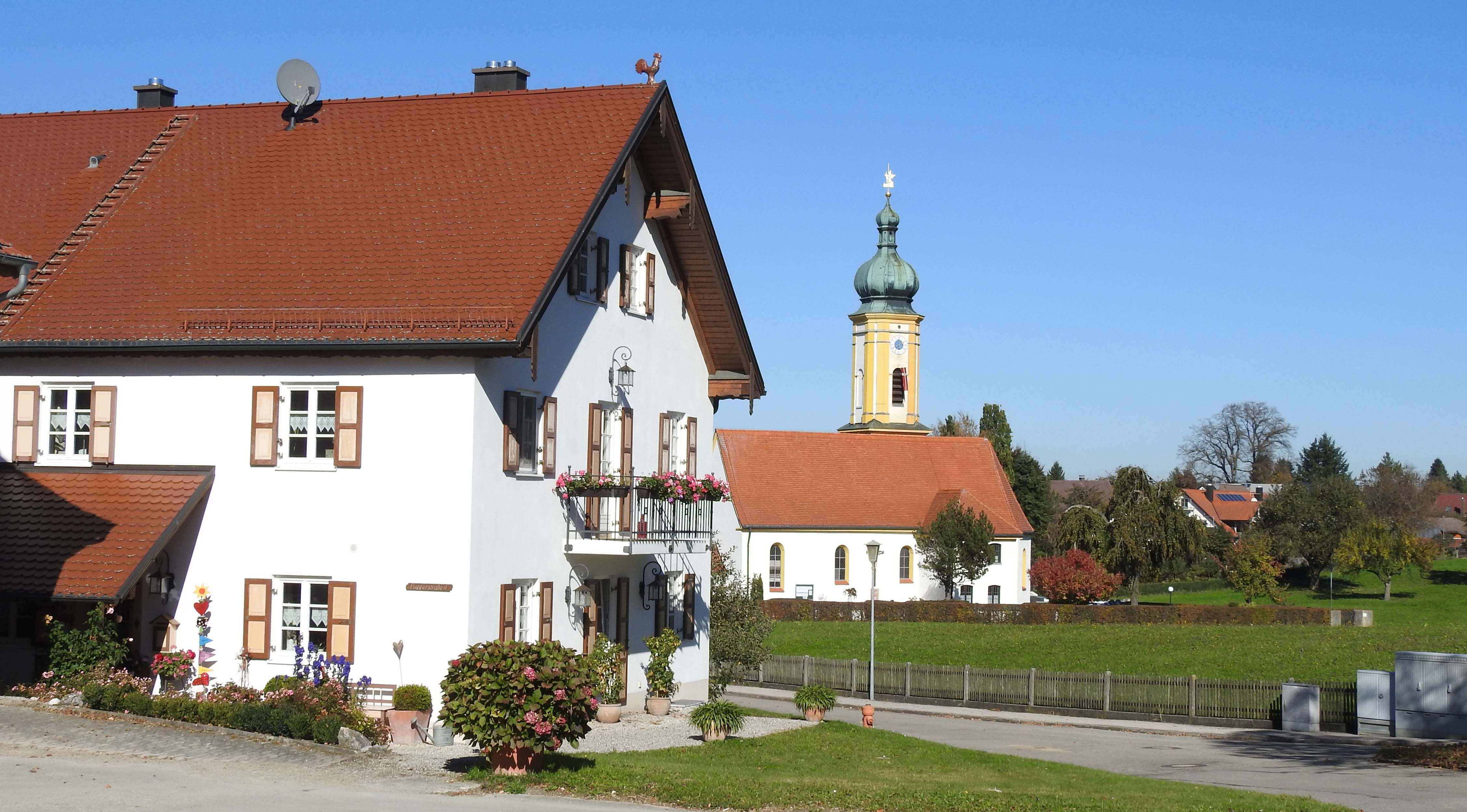
Adelshofen

Auf dieser Seite sind die Baudenkmäler in der oberbayerischen Gemeinde Adelshofen zusammengestellt. Diese Tabelle ist eine Teilliste der Liste der Baudenkmäler in Bayern. Grundlage ist die Bayerische Denkmalliste, die auf Basis des Bayerischen Denkmalschutzgesetzes vom 1. Oktober 1973 erstmals erstellt wurde und seither durch das Bayerische Landesamt für Denkmalpflege geführt wird. Die folgenden Angaben ersetzen nicht die rechtsverbindliche Auskunft der Denkmalschutzbehörde.

## Baudenkmäler nach Ortsteilen

### Adelshofen
| Lage                                         | Objekt                                                                   | Beschreibung | Akten-Nr.              | Bild                                                                     |
| -------------------------------------------- | ------------------------------------------------------------------------ | --- | ---------------------- | ------------------------------------------------------------------------ |
| Fuggerstraße 2 a (Standort)                  | Ehemaliges Hofmarksrichterhaus, jetzt Wohnhaus der Armen Schulschwestern | Satteldachbau, 17./18. Jahrhundert | D-1-79-111-2 Wikidata  | Ehemaliges Hofmarksrichterhaus, jetzt Wohnhaus der Armen Schulschwestern |
| Fuggerstraße 3, Am Pschorrhof 1 (Standort)   | Ehemaliges Gutshaus (sogenannter Pschorrhof)                             | Zweigeschossiger Walmdachbau, Ende 18./Anfang 19. Jahrhundert Ehemaliges Ökonomiegebäude, Ziegelbau mit Satteldach, zweite Hälfte 19. Jahrhundert                                                              | D-1-79-111-3 Wikidata  | weitere Bilder                                                           |
| Kirchstraße 2 (Standort)                     | Katholische Kuratiekirche St. Michael                                    | Spätgotischer Saalbau mit dreiseitig geschlossenem Chor, angefügter zweigeschossiger Sakristei und nördlichem Chorflankenturm mit Spindelhaube, 1452, barockisiert im 17. und 18. Jahrhundert; mit Ausstattung | D-1-79-111-1           | weitere Bilder                                                           |
| Kirchstraße (Standort)                       | Kriegerdenkmal                                                           | Mit Figur des heiligen Michael auf hohem Sockel, um 1920 | D-1-79-111-14 Wikidata | weitere Bilder                                                           |
| Pfarrer-Lampert-Straße;Ringstraße (Standort) | Marienmonument                                                           | Neugotischer Bildstock mit Marienfigur, bezeichnet „1881“ | D-1-79-111-4 Wikidata  | weitere Bilder                                                           |
| Ringstraße 14 (Standort)                     | Wohnhaus mit Stadel                                                      | Zweigeschossiger Putzbau mit Loggia, im Kern 19. Jahrhundert, barockisierender Umbau um 1910 | D-1-79-111-10 Wikidata | weitere Bilder                                                           |

### Luttenwang
| Lage                          | Objekt                                                                    | Beschreibung | Akten-Nr.              | Bild           |
| ----------------------------- | ------------------------------------------------------------------------- | --- | ---------------------- | -------------- |
| Haspelstraße 2 (Standort)     | Gasthof                                                                   | Stattlicher zweigeschossiger Satteldachbau, erste Hälfte 18. Jahrhundert                                                                                                   | D-1-79-111-6 Wikidata  | weitere Bilder |
| Kapellenweg 4 (Standort)      | Kapelle                                                                   | Neugotischer Putzbau mit Dachreiter, bezeichnet „1903“; mit Ausstattung | D-1-79-111-11 Wikidata | weitere Bilder |
| Nähe Denkmalstraße (Standort) | Katholische Filialkirche und ehemalige Wallfahrtskirche Mariä Himmelfahrt | Romanische Chorturmkirche mit spätgotischen Umbauten des frühen 15. Jahrhunderts und barocken Veränderungen des 18. und 19. Jahrhunderts, 1875 verlängert; mit Ausstattung | D-1-79-111-5           | weitere Bilder |

### Nassenhausen
| Lage                                                          | Objekt                              | Beschreibung | Akten-Nr.              | Bild           |
| ------------------------------------------------------------- | ----------------------------------- | --- | ---------------------- | -------------- |
| Hauptstraße 13 (Standort)                                     | Ehemalige Mühle, jetzt Sägewerk     | Zweigeschossiger Satteldachbau mit Laubsägearbeiten und geschnitzter Haustür mit neugotischen Schmuckformen, bezeichnet „1896“        | D-1-79-111-12 Wikidata | weitere Bilder |
| Hauptstraße 23 (Standort)                                     | Katholische Filialkirche St. Martin | Neubarocker Saalbau mit eingezogenem Polygonalchor und südlichem Flankenturm mit Zwiebelhaube, von Hans Schurr, 1914; mit Ausstattung | D-1-79-111-7 Wikidata  | weitere Bilder |
| Nähe Ortsverbindungsstraße Adelshofen-Nassenhausen (Standort) | Wegkapelle                          | Kleiner Putzbau mit rundem Chorschluss, 18. Jahrhundert; mit Ausstattung                                                              | D-1-79-111-8 Wikidata  | weitere Bilder |

## Ehemalige Baudenkmäler
In diesem Abschnitt sind Objekte aufgeführt, die früher einmal in der Denkmalliste eingetragen waren, jetzt aber nicht mehr. Objekte, die in anderem Zusammenhang also z. B. als Teil eines Baudenkmals weiter eingetragen sind, sollen hier nicht aufgeführt werden. Aktennummern in diesem Abschnitt sind ehemalige, jetzt nicht mehr gültige Aktennummern.

| Lage                                            | Objekt      | Beschreibung                                                         | Akten-Nr.              | Bild        |
| ----------------------------------------------- | ----------- | -------------------------------------------------------------------- | ---------------------- | ----------- |
| Nassenhausen Prälaten-Hartl-Straße 2 (Standort) | Hausfiguren | Heiliger Martin (19. Jahrhundert) und Bettler (noch 18. Jahrhundert) | D-1-79-111-13 Wikidata | Hausfiguren |